# Championnat d'Europe masculin de rink hockey des moins de 20 ans 1969
Navigation
Championnat d'Europe masculin -20 ans 1968 Championnat d'Europe masculin -20 ans 1970
Le Championnat d'Europe de rink hockey masculin des moins de 20 ans 1969 est la 9e édition de la compétition organisée par le Comité européen de rink hockey et réunissant les meilleures nations européennes des moins de 20 ans. Cette édition a lieu à Vigo, en Espagne.
L'équipe du Portugal des moins de 20 ans remporte sa 4e couronne européenne de rink hockey.

## Participants
Six équipes prennent part à cette compétition.
- Portugal
- Espagne
- Suisse
- Allemagne
- France
- Italie

## Résultats
Chaque équipe se rencontre une fois.
| Rang | Équipe    | Pts | J | G | N | P | Bp | Bc | Diff |  | Résultats |  |     |     |     |     |     |
| ---- | --------- | --- | - | - | - | - | -- | -- | ---- |  | --------- |  | --- | --- | --- | --- | --- |
| 1    | Portugal  | 10  | 5 | 5 | 0 | 0 | 29 | 5  | +24  |  | Portugal  |  | 4-2 | 4-0 | 4-1 | 9-2 | 8-0 |
| 2    | Espagne   | 8   | 5 | 4 | 0 | 1 | 22 | 9  | +13  |  | Espagne   |  |     | 3-1 | 5-3 | 5-1 | 7-0 |
| 3    | Italie    | 6   | 5 | 3 | 0 | 2 | 10 | 12 | -2   |  | Italie    |  |     |     | 3-2 | 2-1 | 4-2 |
| 4    | Allemagne | 4   | 5 | 2 | 0 | 3 | 12 | 14 | -2   |  | Allemagne |  |     |     |     | 3-1 | 3-1 |
| 5    | Suisse    | 2   | 5 | 1 | 0 | 4 | 10 | 20 | -10  |  | Suisse    |  |     |     |     |     | 5-1 |
| 6    | France    | 0   | 5 | 0 | 0 | 5 | 4  | 27 | -23  |  | France    |  |     |     |     |     |     |